# Румункі-Лікецькі
Румункі-Лікецькі (пол. Rumunki Likieckie, нім. Hohlwege-Siedlung) — село в Польщі, у гміні Роґово Рипінського повіту Куявсько-Поморського воєводства.
Населення — 59 осіб (2011).
У 1975-1998 роках село належало до Влоцлавського воєводства.

## Демографія
Демографічна структура станом на 31 березня 2011 року:
|          | Загалом | Допрацездатний вік | Працездатний вік | Постпрацездатний вік |
| -------- | ------- | ------------------ | ---------------- | -------------------- |
| Чоловіки | 30      | 6                  | 20               | 4                    |
| Жінки    | 29      | 4                  | 17               | 8                    |
| Разом    | 59      | 10                 | 37               | 12                   |